# Kangenmiekka
Kangenmiekka är en mosse i Finland. Den ligger i Rusko i landskapet Egentliga Finland, i den sydvästra delen av landet, 150 km väster om huvudstaden Helsingfors.
En vandringsled, Kangenmiekan kierros (8 km), leder runt sjön, med parkeringsplats sydväst om kärrområdet, ett vindskydd norr om det och en källa söder om det. Förbindelseleder från Åbo och till Vajosuo i Kurjenrahka nationalpark några kilometer mot nordost ansluter till vandringsleden. Lederna tillhör Kuhankuono vandringsleder.